# Die Stunde des Huflattichs
Die Stunde des Huflattichs ist ein Hörspiel von Günter Eich, das in zwei Fassungen – in den Jahren 1956 und 1958 geschrieben – vorliegt. Die Ursendung der ersten Fassung erfolgte zweiundzwanzig Jahre nach der zweiten (siehe unten).

## Erste Fassung
Ursendung am 4. April 1980 im NDR. Regie: Hans Rosenhauer. Musik: Wolfgang Heinrich.

### Inhalt
In Süddeutschland, in der Gegend um Deisenhofen, nimmt das Wachstum des riesengroß gewordenen Huflattichs überhand. Die Gartenschere hat längst versagt. Bald bricht die Versorgung mit elektrischem Strom und Lebensmitteln zusammen. Als weite Teile der nunmehr schlecht überblickbaren Erdoberfläche von Huflattichwaldungen überzogen sind, wandert eine überschaubare Gruppe übriggebliebener bayrischer Menschen in Richtung Bodensee nach Südfrankreich aus und erreicht tatsächlich den ins Auge gefassten Unterschlupf in einer der Auvergne-Höhlen. Wahrscheinlich leben nur noch um die 2000 Menschen auf der Erde.
Die Handvoll Einwanderer leben fortan in diesen Höhlen der Steinzeitmenschen. Glücklicherweise vergeht im Leben alles. Die Menschen lesen aus bestimmten Blattstellungen und aus anderen Merkmalen ab, der Huflattich habe mittlerweile Angst. Es ist um ihn geschehen, seit er Verstand bekommen hat. So wächst er nicht mehr in den Himmel. Die Menschen kommunizieren inzwischen via Trommelschlag. Der verständig gewordene Huflattich kann vom Menschen als Trommler eingesetzt werden. Mit dem Verstand der Menschen geht es allerdings bergab. Auch der Huflattich trommelt schließlich nicht mehr. Seine Stunde hat geschlagen. An Stelle dieses Korbblütlers dominieren nun die Berge. Berge sprechen ihre eigene Sprache. Vulkane werfen sich Feuer zu. Dies ist nicht nur Sprache, sondern Zeugung zugleich. Die finale Erkenntnis eines der staunenden Menschen hört sich so an: „Wir waren so hochmütig zu vermuten, daß wir die einzige Möglichkeit wären.“

## Zweite Fassung
Ursendung am 11. November 1958 im BR und NDR. Regie: Fritz Schröder-Jahn, Musik: Johannes Aschenbrenner.

### Neuigkeiten gegenüber der Erstfassung
- An der Aussage des Stücks hat Günter Eich nichts geändert.
- An der Form wurde in mancherlei Hinsicht gearbeitet.
  - Im Gegensatz zur Erstfassung setzt das Geschehen sofort in jener Höhle der Auvergne ein. Die Protagonisten – also die Menschen – sind nun mit Alpha, Beta, Gamma und Delta benannt. Die Vorgeschichte dieser Wesen aus dem Münchner Vorort Ottobrunn, die weder ihr Lebensalter noch ihr Geschlecht angeben können, wird im Nachhinein in das Hörspiel hereingeholt; Südfrankreich- und Südbayern-Kapitel alternieren. Die Geschichte erstreckt sich über hundert Jahre.
  - Der Schluss – die feuerspeienden Berge übernehmen vom Huflattich die Weltherrschaft – wird von Anfang an vorbereitet. Das Rumoren der Berge halten Alpha, Beta, Gamma und Delta für Gewitter.
  - Der Huflattich erreicht europaweit Baumhöhe und dominiert weltweit als zähes, aber essbares Gemüse.
  - Einige doch ziemlich phantastische Elemente werden teilweise zurückgenommen. Zum Beispiel trommelt der Huflattich nicht mehr, sondern nimmt lediglich mit der Zeit gewisse Umgangsformen an.  So bildet der Huflattich für herannahende Alpha, Beta, Gamma und Delta eine Gasse. Zudem wird diese Pflanze unruhig, als es mit ihrer globalen Vorherrschaft zu Ende geht.
  - Vorgeschichte: Die Ottobrunner nehmen den über fünf Jahre währenden Fußmarsch durch das Huflattichdickicht bis in die Auvergne auf sich, weil sie in den französischen Höhlensystemen Konserven-Vorräte vermuten. Die findet Beta tatsächlich.

## Selbstzeugnisse
- Günter Eich zum schlimmen Ende seiner Entwicklungsgeschichte des Menschen: „...die Schöpfung kann sowohl auf Geist wie auf Biologie verzichten“.[7]
- Aus Günter Eichs Antwortschreiben auf den Brief eines Hörers: „Es handelt sich um die Frage, ob der Mensch abgelöst werden kann, oder seine Schöpfungsposition unerschütterlich ist.“[8]

## Rezeption
- Schwitzke[9] bespricht die Zweitfassung.
- Nach Oppermann handele in dem Stück nicht der Mensch, sondern die Natur.[10] Der aussterbende Mensch kann zwar mit dem aussterbenden Huflattich unterhalb Babyniveau kommunizieren, die feindlichen Vulkane erweisen sich allerdings als nicht dialogfähig.[11] Der Auftritt der Spezies Mensch endet dort, wo er begann – in einer Höhle der Steinzeitmenschen im südlichen Frankreich. Am Ende dieses Zyklus sei keine Fortentwicklung erkennbar.[12]
- In Barners Literaturgeschichte werden die „glitzernde Einfälle“ und der überlegen-spielerische Umgang mit dem todernsten Thema „Verfall“ der „zivilen Welt“ lobend angemerkt und Fortschritte des inzwischen pointiert sowie elegant-souverän schreibenden Hörspiel-Verfassers registriert. Das doch ziemlich phantastische Szenarium erinnere an Döblins Roman „Berge, Meere und Giganten“ (1924).[13]
- Alber untersucht Folgen des im Hörspiel angesprochenen Sündenfalls.[14] Schließlich kümmere sich Gott nicht mehr um den Menschen. Mehr noch – das Leben auf der Erde wird durch Vulkanismus zerstört. Summa summarum, der Verfasser frage nach der Position des Menschen innerhalb der Schöpfung.[15]
- Martin[16] geht auf die Höhlenbewohner ein: Alpha, vorwiegend in der Höhle hockend, macht Sprachstudien und möchte in der menschenfeindlich gewordenen Welt einen Rest Menschlichkeit bewahren.[17] Beta bleibt auch in der Höhle und sucht nach Konservendepots. Die Sprachskeptiker Gamma und Delta verbringen den Tag mehr außerhalb ihrer Behausung. Beide beobachten den Huflattich und die Vulkane.

### Verwendete Ausgabe
- Günter Eich: Die Stunde des Huflattichs (I) (1956). S. 269–304 sowie Die Stunde des Huflattichs (II) (1959). S. 577–622 in: Karl Karst (Hrsg.): Günter Eich. Die Hörspiele 2. in: Gesammelte Werke in vier Bänden. Revidierte Ausgabe. Band III. Suhrkamp, Frankfurt am Main 1991, ohne ISBN

### Sekundärliteratur
- Heinz Schwitzke (Hrsg.): Reclams Hörspielführer. Unter Mitarbeit von Franz Hiesel, Werner Klippert, Jürgen Tomm. Reclam, Stuttgart 1969, ohne ISBN, 671 Seiten
- Michael Oppermann: Innere und äußere Wirklichkeit im Hörspielwerk Günter Eichs. Diss. Universität Hamburg 1989, Verlag Reinhard Fischer, München 1990, ISBN 3-88927-070-0
- Axel Vieregg (Hrsg.): Günter Eich. Vermischte Schriften in: Gesammelte Werke in vier Bänden. Revidierte Ausgabe. Band IV. Suhrkamp, Frankfurt am Main 1991, ohne ISBN
- Sabine Alber: Der Ort im freien Fall. Günter Eichs Maulwürfe im Kontext des Gesamtwerkes. Diss. Technische Universität Berlin 1992. Verlag Peter Lang, Frankfurt am Main 1992 (Europäische Hochschulschriften. Reihe I, Deutsche Sprache und Literatur, Bd. 1329), ISBN 3-631-45070-2
- Wilfried Barner (Hrsg.): Geschichte der deutschen Literatur. Band 12: Geschichte der deutschen Literatur von 1945 bis zur Gegenwart. C. H. Beck, München 1994, ISBN 3-406-38660-1
- Sigurd Martin: Die Auren des Wort-Bildes. Günter Eichs Maulwurf-Poetik und die Theorie des versehenden Lesens. Diss. Universität Frankfurt am Main 1994. Röhrig Universitätsverlag, St. Ingbert 1995 (Mannheimer Studien zur Literatur- und Kulturwissenschaft, Bd. 3), ISBN 3-86110-057-6
- Hans-Ulrich Wagner: Günter Eich und der Rundfunk. Essay und Dokumentation. Verlag für Berlin-Brandenburg, Potsdam 1999, ISBN 3-932981-46-4 (Veröffentlichungen des Deutschen Rundfunkarchivs; Bd. 27)